# Ranil Wickremesinghe
Ranil Shriyan Wickremesinghe, MP (tiếng Sinhala: රනිල් වික්‍රමසිංහ,tiếng Tamil: ரணில் விக்ரமசிங்க; sinh ngày 24 tháng 3 năm 1949) là chính trị gia Sri Lanka và là đương kim Tổng thống Sri Lanka từ ngày 20 tháng 7 năm 2022. Trước đó ông đã từng 6 lần giữ chức Thủ tướng Sri Lanka (1993 - 1994; 2001 - 2004; 2015 - 10/2018; 12/2018 - 2019 và 5/2022 - 7/2022), quyền Tổng thống Sri Lanka từ ngày 13 đến ngày 20 tháng 7 năm 2022
Trong bối cảnh khủng hoảng kinh tế - chính trị ở Sri Lanka, Tổng thống Gotabaya Rajapaksa đã bổ nhiệm ông làm Thủ tướng vào tháng 5 năm 2022 sau khi anh trai Tổng thống là ông Mahinda Rajapaksa từ chức. Tuy nhiên, cuộc biểu tình lớn nổ ra đã khiến ông Gotabaya Rajapaksa rời khỏi đất nước và nộp đơn từ chức. Theo hiến pháp, Thủ tướng Wickremesinghe trở thành quyền Tổng thống Sri Lanka từ ngày 13 tháng 7 cho đến ngày 20 tháng 7, khi ông chính thức được Quốc hội bầu trở thành Tổng thống mới tiếp tục phần nhiệm kỳ còn lại của ông Rajapaksa.